# رمضان 1441 هـ
رمضان لسنة 1441 هـ يبدأ يوم الجمعة من غرة رمضان يوم 24 أبريل 2020 ويستمر 30 يوما لينتهي في يوم 23 مايو 2020.

- السبت
- الأحد
- الاثنين
- الثلاثاء
- الأربعاء
- الخميس
- الجمعة

- 25
18
- 26
19
- 27
20
- 28
21
- 29
22
- 30
23
- 1
24
- 2
25
- 3
26
- 4
27
- 5
28
- 6
29
- 7
30
- 8
1 مايو
- 9
2
- 10
3
- 11
4
- 12
5
- 13
6
- 14
7
- 15
8
- 16
9
- 17
10
- 18
11
- 19
12
- 20
13
- 21
14
- 22
15
- 23
16
- 24
17
- 25
18
- 26
19
- 27
20
- 28
21
- 29
22
- 30
23
- 1
24
- 2
25
- 3
26
- 4
27
- 5
28
- 6
29

### رمضان
- 10 رمضان - محمد عبد الحميد حلمي، القائد الأسبق للقوات الجوية المصرية.
- 12 رمضان - محمد محمود الطبلاوي، نقيب القراء المصري.
- 25 رمضان - صالح كامل، رجل أعمال سعودي.